# Atterdag Wermelin
Atterdag Wermelin, född 11 april 1861 i Ny socken i Värmland, död 1 juni 1904 i Chicago, var en svensk socialist, författare och pionjär inom arbetarrörelsen.

## Biografi
Wermelin var prästson och tillhörde dem inom den tidiga arbetarrörelsen, som August Palm kallade "intelligensarna". Men hans far dog ung och modern blev ensam med tre söner, som uppfostrades under fattiga förhållanden. Wermelin tog ändå studentexamen i Karlstad 1879 och skulle fortsätta studierna vid Uppsala universitet. Han avbröt dem emellertid och efter en tid som informator, fick han anställning som referent på Aftonbladet och hjälpte i smyg även August Palm att redigera Social-Demokraten. Han började studera nationalekonomi och radikaliserades allt mer. På Aftonbladet blev han, på grund av sina åsikter, gradvis utfryst och tvingades till sist att sluta den anställningen, efter att ha hållit socialistiska föredrag.
Wermelin blev vän med Axel Danielsson och båda ingick i de radikala bohemkretsarna i Stockholm. Svält och umbäranden gjorde honom bitter och pessimistisk. Under denna tid diktade han inte mycket, utom Ljusbringaren, som August Palm tog med i sin sångbok, trots att den inte var tonsatt. Dikten blev mycket uppskattad och deklamerades på möten långt i på 1900-talet.
Axel Danielsson menade att Wermelin var partiets främste föredragshållare och den som bäst förstod Karl Marx och att det var genom honom, som Stockholms arbetare lärde känna marxismen. Med föredraget Kan sparsamhet rädda proletariatet?, utgiven som broschyr 1886, föregrep han Keynes teorier på 1930-talet om att man inte kan spara sig ur ekonomiska kriser utan att man istället måste investera sig ur dem. Broschyren brukar betecknas som det första svenska marxistiska originalarbetet av betydelse. Ett annat föredrag från denna tid, som senare trycktes i New York 1896, var Karl Marx värdeteori.
I november 1887 hade Wermelin beslutat sig för att utvandra till USA. Vid utresan hälsade han på Axel Danielsson, som med anledning av besöket skriver artikeln En fördriven i Arbetet.  Han skriver där bland annat: 
| ” | "Det var en intelligens, som bojkottades av överklassen och nu måste rymma fältet. Han hade blivit utknuffad därför att han icke som vi andra kunde begagna armbågarna. (...) Och nu har revolutionen i Sverige en tapper man mindre, arbetarrörelsen i Sverige en vetenskaplig banérförare mindre — och Amerika en typograflärling mer. | „ |

Om Wermelins USA-år är inte mycket känt. Man tror att han var anställd som ritare på ett gruvbolag i Colorado. Till Sverige sände han samma år som utvandringen en revolutionär ballad med titeln Revolutionssceneri. Året därpå publicerade Social-Demokraten dikten Till mina vänner. Sorgekväde om ett aktuellt justitiemord i  Chicago där fyra anarkister dömts till döden. Dikten består av tio sexradiga strofer. Wermelins uppfattning om USA och frihetsgudinnan sammanfattas i raderna:
| ” | Den stoden ljuger fräckt i solens strålar mer sant Chicago då med galgar målar. | „ |

Och dikten avslutas med den vemodiga strofen:
| ” | När blåser morgonvinden över fältet, när gal den röda hanen över land? När få vi, bröder, sätta svärd i bältet och ta den sena hämnden i vår hand? Den dagen vill jag bättre sånger sjunga, till dess har sorgen hemvisst på min tunga. | „ |

I september 1888 publicerade Social-Demokraten en lång artikel i två delar med titeln En humoristisk predikan om lyxen, som även utgavs som broschyr. Troligen var detta hans sista kontakt med den socialdemokratiska pressen. Efter drygt tio år i Colorado, bröt han upp och hamnade till sist i december 1903, efter svält och umbäranden, i Chicago. Där fick han tillfälliga arbeten som ritare och byggnadsgrovarbetare. Men till sist blev hopplösheten och förtvivlan honom övermäktig och han tog sitt liv genom att hoppa i Chicagofloden från Van Buren Street Bridge den 1 juni 1904.